# جبهه متحد افغانستان
جبهه متحد افغانستان یکی از چندین جریان های ضد طالبان است که در ۲۷ میزان ۱۴۰۲ توسط ژنرال سمیع سادات و ژنرال خوشحال سعادت ژنرال های ارتش سابق افغانستان در ایالات متحد آمریکا علیه طالبان اعلام موجودیت کرد.